# 学校法人福岡朝鮮学園
学校法人福岡朝鮮学園（がっこうほうじんふくおかちょうせんがくえん）は、学校法人にして、福岡県内の朝鮮学校の設置者。いずれも各種学校である。

## 設置している学校
- 日本の中学校・高等学校相当
  - 九州朝鮮中高級学校
- 日本の小学校相当
  - 北九州朝鮮初級学校 （校地は九州朝鮮中高級学校と同じ敷地にある・幼稚班あり）
  - 福岡朝鮮初級学校（幼稚班あり）
- 日本の幼稚園相当
  - 小倉朝鮮幼稚園（幼稚班単独で存在）